# Парк імені Тараса Шевченка (Біла Церква)
Білоцерківський міський парк культури і відпочинку імені Т. Г. Шевченка — один з парків у місті Біла Церква. Розташований у центральній та історичній частині міста — біля Соборної площі, вдовж Олександрійського бульвару між вулицями Ярослава Мудрого та Леся Курбаса.

## Історія
Парк заснований у 1931 році на місці колишнього осушеного болота між Соборною та Торговою площами. З середини XIX — початку XX століття місце майбутнього парку позначена на міських планах під назвою Сквер. Поява Скверу пов'язана з демонтажем Білоцерківського замку графами Браницькими, який на кінець XVIII століття втратив оборонне значення. Тому через близьке розташування до Зимового палацу задля створення культурно-естетичного ландшафту там було висаджено дерева. Згодом після встановлення влади Рад в Білій Церкві на території Скверу було облаштовано Парк культури і відпочинку, названий на честь більшовицького державного діяча Петровського Григорія Івановича. Згодом, зважаючи на причетність Петровського до Голодомору, парк перейменовано на честь Тараса Шевченка.

## Галерея

Пам'ятник Карлсону і Фрекен Бок
Пам'ятник Богдану Хмельницькому
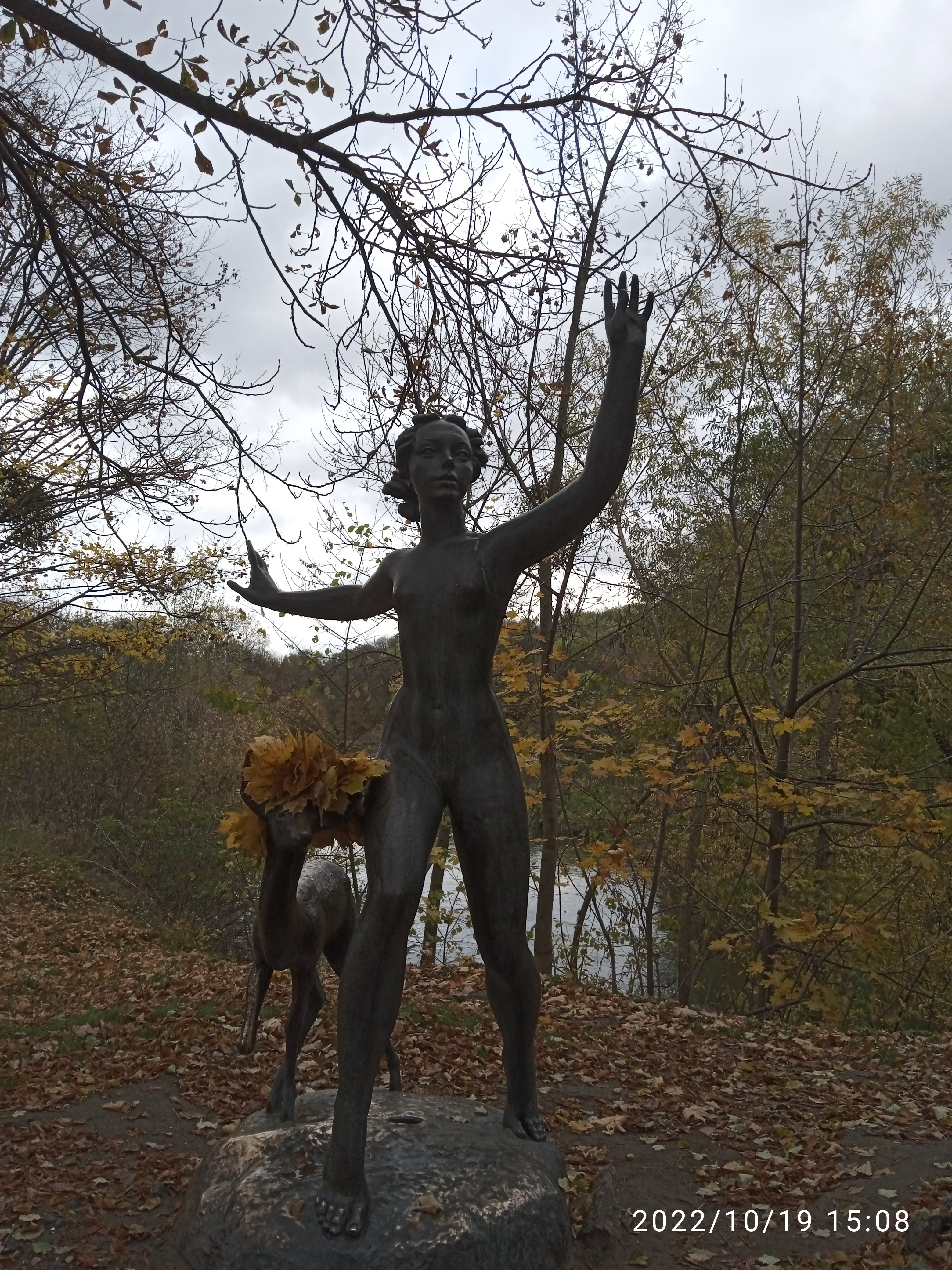
Скульптурна композиція «Юність»
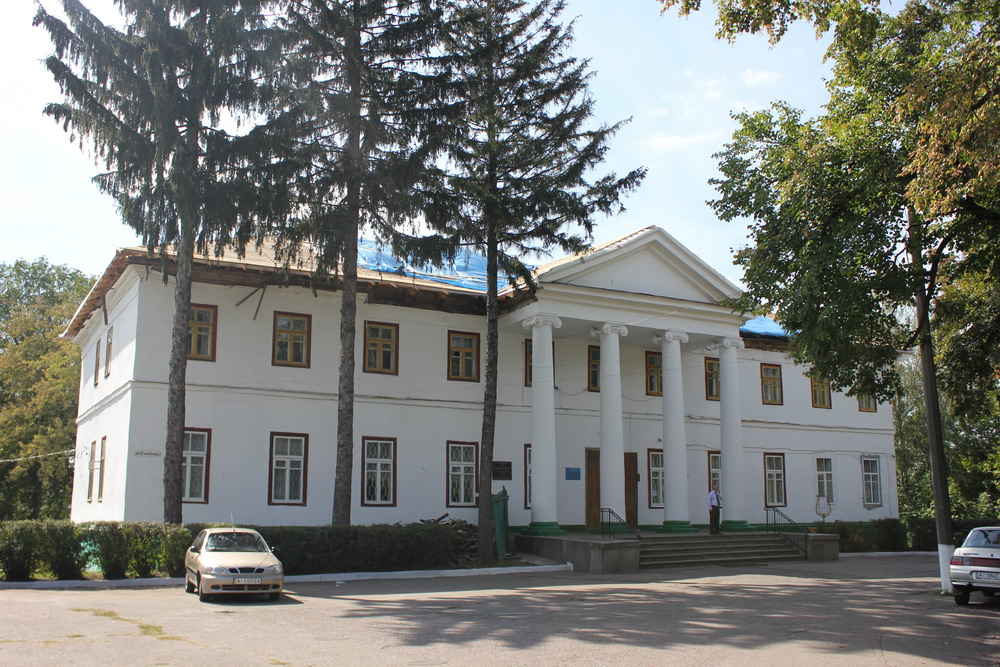
Зимовий палац — сучасна школа мистецтв № 1